# Windows Mobile
Windows Mobile est le nom donné aux différentes versions de Microsoft Windows conçues pour des appareils mobiles tels que les smartphones ou les Pocket PC.
Windows Mobile est ensuite remplacé en 2010 par Windows Phone puis, fin 2015, par Windows 10 Mobile.

## Histoire du système
Ces systèmes d'exploitation (OS) permettent à des logiciels Microsoft tels que Microsoft Office ou Windows Live Messenger de fonctionner sur un téléphone.
Une des utilisations est de pouvoir recevoir des courriels en temps réel, ce qui fait de Windows Mobile un concurrent direct du BlackBerry de RIM. Cependant, fin 2005, l'OS Symbian équipe toujours plus de 50 % des smartphones. En 2008, Microsoft avait vendu moins de vingt millions de licences Windows Mobile aux constructeurs d'assistant personnel (PDA).
En 2010, ce système d'exploitation est en déclin, largement concurrencé par l'iPhone, les Blackberry et Android. À partir de juin 2010, l'arrivée de Bada, l'OS de Samsung renforce le déclin de Microsoft sur les smartphones tandis que Nokia se relancera avec Symbian³ et MeeGo à la fin de l'année.
Finalement en 2011, Nokia adopte Windows Phone comme système d'exploitation principal de ses futurs smartphones.
Bien qu'il soit toujours conçu sur le noyau CE, Windows Phone 7 est bien plus intuitif que Windows Mobile 6. Il s'utilise via une navigation au doigt, et possède une interface complètement nouvelle.
Cependant en 2012, Microsoft travaille déjà sur une unification entre Windows et Windows Mobile. Windows Phone 8 change donc de noyau pour le noyau NT, c'est-à-dire le même que Windows 8.
L'unification prendra forme en 2015 avec l'arrivée de Windows 10 et de Windows 10 Mobile qui possèdent une base totalement identique et peuvent exécuter les mêmes applications, pour peu qu'elles soient universelles.

## Versions et mises à jour

### Windows Mobile

#### Windows Mobile 2003
Cette version offre quelques possibilités nouvelles pour la prochaine génération d’assistants personnels et de smartphones. Elle supporte le mode paysage, les écrans carrés (240 × 240 ou 480 × 480) et offre une fonction d'étirement des pixels qui permet de rendre compatibles avec l'affichage VGA (640 × 480) les applications développées en QVGA (320 × 240). Des améliorations graphiques pour une apparence en 3D sont disponibles. Le support Wi-Fi est en place avec la prise en charge du WPA.
Une mise à jour de la version Windows Mobile 2003, intitulée Windows Mobile 2003 SE (pour Second Edition) a précédé la version suivante de Windows Mobile (la 5.0)

#### Windows Mobile 5.0
Version répondant au nom de code Magneto, lancée le 9 mai 2005. C'est l'évolution de Pocket PC, lui-même évolution de Windows CE. Il s'agit en fait de Windows CE 5.0 fonctionnant avec .NET.
Cet OS inclut :
- Une nouvelle version de Microsoft Office nommée « Office Mobile », incluant l'application PowerPoint Mobile ;
- Le Lecteur Windows Media 10 Mobile ;
- Une fonction d'identification de l'appelant (sur les téléphones) ;
- Un support amélioré du Bluetooth ;
- La compatibilité avec divers logiciels de GPS ;
- L'amélioration des fonctionnalités de connexion à Microsoft Exchange Server, technologie « push » ;
- Une vitesse de synchronisation améliorée de 10 à 15 % grâce à ActiveSync 4.0 ;
- L'amélioration de la gestion de l'énergie.

#### Windows Mobile 6.0
Il en existe trois versions : 
- Standard pour les smartphones ;
- Classique pour les PDA sans fonction téléphonique ;
- Professionnelle pour ceux avec une fonction téléphone.

La nouvelle version ajoute entre autres:
- La possibilité de chiffrer sa carte mémoire SD ;
- Le support de Windows Vista ;
- L'amélioration de la vitesse de l'interface ;
- Le téléphone par VoIP inclus ;
- L'amélioration de la recherche dans les fichiers ;
- Une meilleure gestion de la sécurité ;
- La compatibilité avec l'ensemble des services Live de Microsoft ;
- La compatibilité avec la version 2007 d'Office ;
- La compatibilité Windows Live Messenger ;
- La possibilité des connexions Wi-Fi, Bluetooth... ;
- La version 10.3 du Lecteur Windows Media (reprenant les couleurs par défaut de la version 11 pour Windows XP) ;
- La TV en direct ;
- La prise en charge de la lecture des courriels HTML via le client de messagerie.

#### Windows Mobile 6.1
Mise à jour mineure de la version 6.0, annoncée le 1er avril 2008, elle se distingue par :
- Une interface graphique plus ergonomique avec notamment l’apparition d’un carrousel facilitant le passage d’une application à une autre ;
- Une navigation par onglet ;
- Une meilleure gestion de la rédaction de SMS dans une interface spéciale ;
- La possibilité de zoomer et de copier/coller dans Internet Explorer Mobile ;
- Un indicateur Wi-Fi ;
- L’auto-configuration d'ActiveSync pour les courriels.

#### Windows Mobile 6.5
Mise à jour annoncée le 3 novembre 2008 par Sanjay Jha, le codirecteur de Motorola et chef de la direction des dispositifs mobiles.
Mise à jour présentée officiellement par Steve Ballmer (PD-G de Microsoft) lors du Mobile World Congress de Barcelone le 16 février 2009.
- Internet Explorer Mobile 6.0 ;
- Widgets téléchargeables sur Windows Market Place for Mobile ;
- Lancement de « MyPhone » en version bêta : espace de sauvegarde de 200 Mo lié à un compte Windows Live ;
- La bibliothèque graphique GAPI (game API ; bibliothèque équivalente à DirectX sur PC) utilisant le fichier très connu gx.dll n'est plus supportée ceci ayant pour conséquence la non rétrocompatibilité de la quasi-totalité des jeux 3D disponibles sur le marché. Plusieurs mois après sa sortie, l'offre de jeux compatibles est toujours au point mort, la plupart des développeurs préférant se concentrer sur l'iphone. Toutes les applications utilisant cette bibliothèque sont également concernées.

Les derniers PDA en Windows Mobile 6.5 sont commercialisés en juin 2011.

## Transition vers Windows Phone
Pour sa nouvelle version de système d'exploitation pour mobile, Microsoft déclare : « Nous avons choisi le changement vers les écrans tactiles capacitifs, loin du stylet. Nous devions donc casser la compatibilité des applications avec Windows Mobile 6.5. [...] Nous avons pour ambition de marquer une véritable rupture avec les anciennes versions du système d'exploitation. »
D'importants changements dans l'interface sont remarquables, en effet cette version est maintenant destinée à une utilisation au doigt, notamment avec le nouveau menu « Démarrer » sous forme d'écran d'accueil formé de tuiles dynamiques.

## Développement
Les applications natives pour Windows Mobile sont réalisées à partir de la suite Visual Studio auquel on ajoute un Software Development Kit (SDK) spécifique à la version de Windows Mobile ciblée.
Les fichiers *.CAB produits peuvent être lus avec WinCE CAB Manager d'OCP Software.
On peut aussi utiliser WinDev Mobile pour développer des applications pour Windows Mobile.
Pour ce qui est des langages de script, une version de Tcl permet de développer directement des applications fenêtrées sous Windows Mobile, et de créer des exécutables grâce à la distribution eTcl.
Il a été annoncé[Quand ?] que les applications développées pour les versions de Windows Mobile (< Windows Phone 7) seraient incompatibles avec le nouvel OS pour PDA de Microsoft.
Le 14 mars 2010 la version CTP est proposée aux développeurs pour développer les nouvelles applications pour Windows Phone : MS Windows Phone Developper Tools CTP. Cette version spéciale de Visual Studio 2010 Express (installable à partir d'un poste en Windows Vista SP2 (sauf Vista starter edition) ou supérieur) inclut :
- Microsoft .NET Framework 4 Client Profile ;
- Microsoft .NET Framework 4 Extended ;
- Microsoft .NET Framework 4 Multi-Targeting Pack ;
- Microsoft Games for Windows - LIVE Redistribuable ;
- Microsoft Help Viewer 1.0 ;
- Microsoft Silverlight ;
- Microsoft Silverlight 4 SDK ;
- Microsoft Windows Phone Developer Resources ;
- Microsoft Windows Phone Developer Tools CTP - ENU ;
- Microsoft XNA Framework Redistribuable 4.0 ;
- Microsoft XNA Game Studio 4.0 ;
- Microsoft XNA Game Studio 4.0 Phone Extensions ;
- Microsoft XNA Game Studio Platform Tools ;
- Windows Phone Add-in for Visual Studio 2010 - ENU ;
- Windows Phone Emulator - ENU.

## Mauvaise gestion des langues
Contrairement à l'ensemble des OS mobiles, Windows Mobile n'offre pas le support des langues internationales, seule la langue native est supportée. La justification présentée par Microsoft est la suivante : « Pourquoi avez-vous acheté une voiture avec un volant à droite si vous voulez la conduire aux États-Unis ? » (« Why did you buy a right-sided Driver seat car if you plan on driving in the US? »). Un téléphone sous Windows Mobile acheté en France ne pourra pas afficher une page web, un SMS ou une application avec des caractères chinois, arabes, russes ou autres sans l'installation de packs spéciaux. Certains nouveaux téléphones, comme le Samsung Omnia 2, permettent toutefois de changer de langue. Mais cette opération restaure le système par défaut et supprime donc toutes les données.
Cette limitation n'a plus cours avec Windows Phone : il est possible de changer la langue sans perte de données, au prix d'un simple redémarrage.

## Actualités
En France, les premiers téléphones Qtek (HTC), SPV (Orange fabriqué par HTC), Treo (Palm) ou Motorola disponibles sous Windows Mobile 5.0 étaient souvent signalés comme trop lents par leurs utilisateurs.
Aux États-Unis, de la même façon que NTP a attaqué BlackBerry, la société Visto a accusé le 15 décembre 2005 Microsoft d'avoir violé des brevets lui appartenant pour intégrer le « push mail » dans Windows Mobile. De son côté, Microsoft a indiqué qu'il respectait les droits de la propriété intellectuelle.
En vue de faire fonctionner le système de push mail avec tout opérateur de messagerie électronique, (c'est-à-dire autre qu'Exchange), on peut utiliser un plug-in fourni par Emansio. Avec ce plug-in, il devient possible d'utiliser push mail avec n'importe quel fournisseur email tels que Google, AOL, etc..